# Villanueva de la Fuente
Villanueva de la Fuente ist ein Dorf und eine spanische Gemeinde (municipio) mit 1.883 Einwohnern (Stand: 2024) im Südosten der historischen Landschaft La Mancha in der Provinz Ciudad Real in der Region Kastilien-La Mancha in Zentralspanien. 

## Lage und Klima
Villanueva de la Fuente liegt etwa 110 Kilometer ostsüdöstlich von Ciudad Real und etwa 100 Kilometer westsüdwestlich von Albacete in einer Höhe von ca. 1000 m. Das Klima ist meist trocken und warm; der spärliche Regen (ca. 497 mm/Jahr) fällt überwiegend in den Wintermonaten.

## Bevölkerungsentwicklung
| Jahr      | 1970 | 1981 | 1991 | 2001 | 2011 | 2021 |
| Einwohner | 3645 | 3004 | 2990 | 2657 | 2500 | 1985 |

Infolge der Mechanisierung der Landwirtschaft, der Aufgabe bäuerlicher Kleinbetriebe („Höfesterben“) und der dadurch ausgelösten „Landflucht“ ist die Einwohnerzahl der Kleinstadt in der zweiten Hälfte des 20. Jahrhunderts deutlich gesunken.

## Sehenswürdigkeiten
- Marienkirche (Iglesia de Nuestra Señora de la Paz)
- Rathaus
- Archäologisches Museum

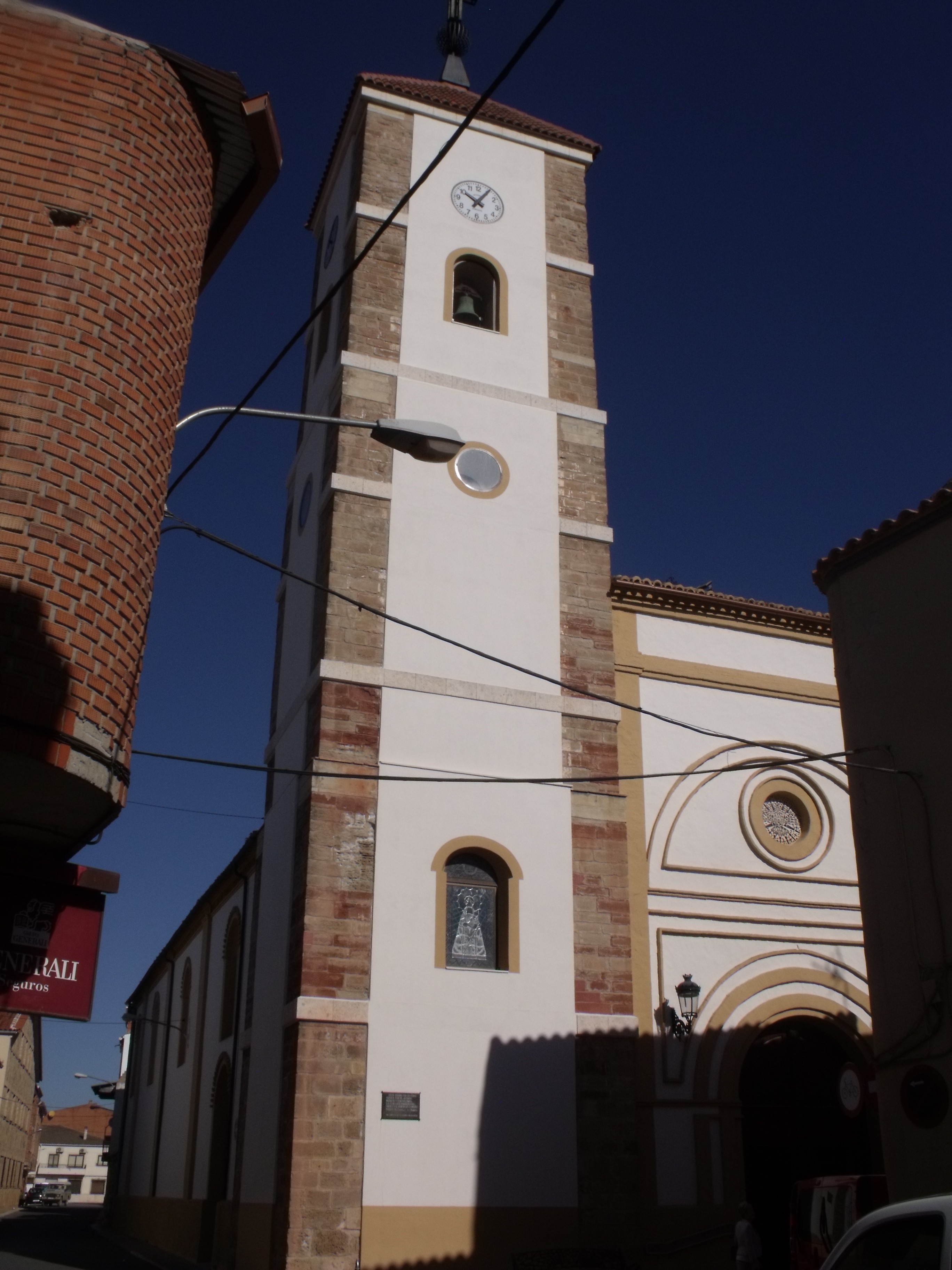
Marienkirche
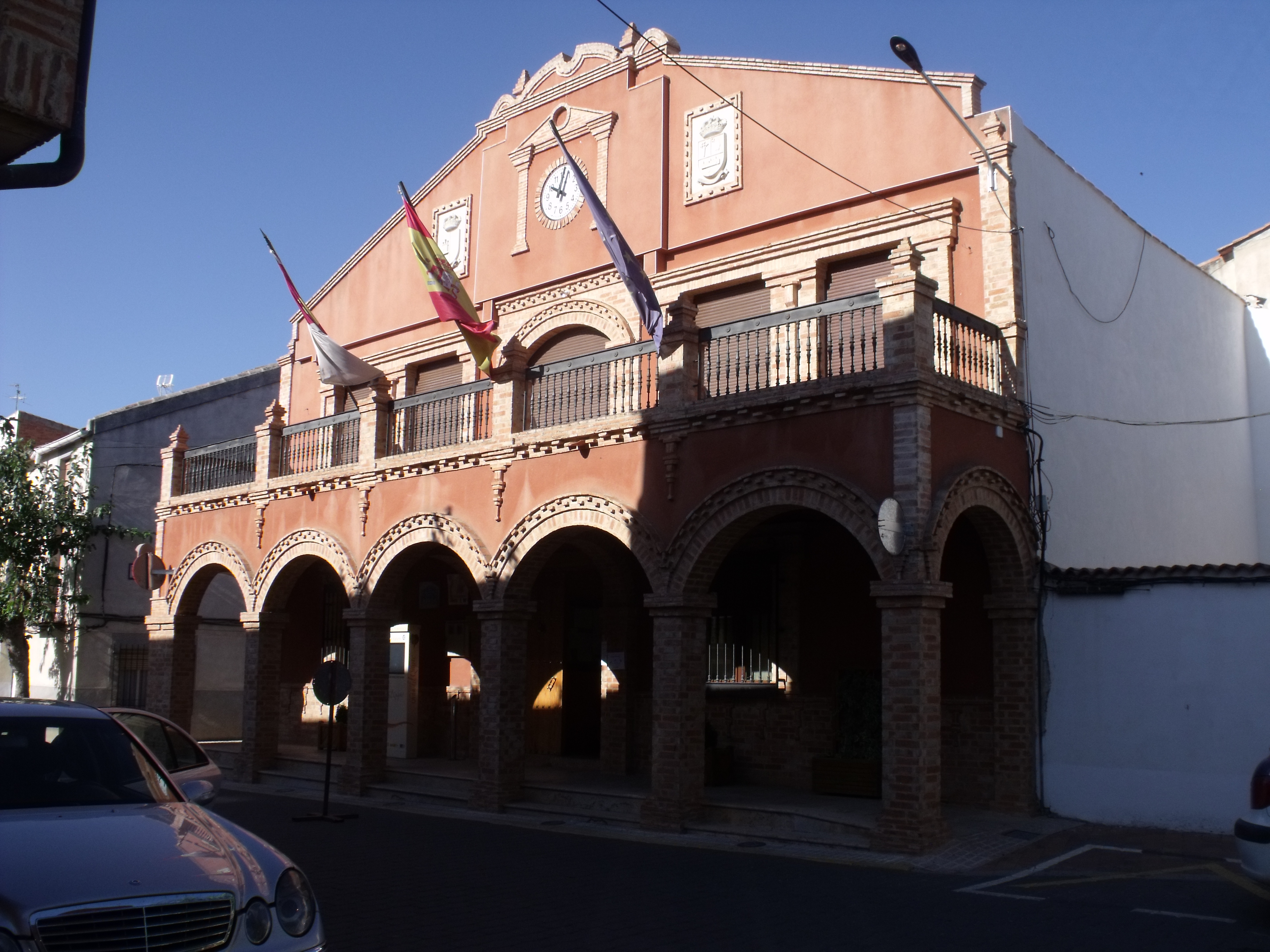
Rathaus

## Persönlichkeiten
- Francesc Antoni de la Dueña y Cisneros (1753–1821), römisch-katholischer Geistlicher, Bischof von Urgell 1797–1816, Bischof von Segorbe 1816–1821